# Hydraena quilisi
Hydraena quilisi är en skalbaggsart som beskrevs av Lagar, Fresneda och Fernando 1987. Hydraena quilisi ingår i släktet Hydraena och familjen vattenbrynsbaggar. Inga underarter finns listade i Catalogue of Life.